# Mirandol-Bourgnounac
Mirandol-Bourgnounac település Franciaországban, Tarn megyében. Lakosainak száma 1031 fő (2022. január 1.). Mirandol-Bourgnounac Castelmary, Crespin, La Salvetat-Peyralès, Almayrac, Jouqueviel, Montirat, Pampelonne, Sainte-Gemme és Trévien községekkel határos.

## Népesség
A település népességének változása:
| Lakosok száma | 1053 | 1043 | 1065 | 1042 | 1044 | 1046 | 1041 | 1038 | 1031 |
|               | 2013 | 2015 | 2016 | 2017 | 2018 | 2019 | 2020 | 2021 | 2022 |